# 科茲梅什蒂鄉 (雅西縣)
46°53′N 27°59′E / 46.883°N 27.983°E
科茲梅什蒂鄉（羅馬尼亞語：Comuna Cozmești, Iași），是羅馬尼亞的鄉份，位於該國東北部，由雅西縣負責管轄，面積38平方公里，海拔高度123米，2007年人口2,992，人口密度每平方公里79人。